# Anastasiya Moskaliova
Anastasiya Ígorevna Moskaliova –en ruso, Анастасия Игоревна Москалёва– (Dmítrov, 20 de abril de 1994) es un deportista rusa que compite en curling. Ganó una medalla de bronce en el Campeonato Mundial de Curling Mixto de 2018.

## Palmarés internacional
| Campeonato Mundial Mixto | Campeonato Mundial Mixto | Campeonato Mundial Mixto | Campeonato Mundial Mixto |
| Año                      | Lugar                    | Medalla                  | Prueba                   |
| ------------------------ | ------------------------ | ------------------------ | ------------------------ |
| 2018                     | Kelowna (Canadá)         | Medalla de bronce        | Mixto                    |